# Consorophylax consors
Consorophylax consors är en nattsländeart som först beskrevs av Mclachlan 1880.  Consorophylax consors ingår i släktet Consorophylax och familjen husmasknattsländor. Utöver nominatformen finns också underarten C. c. styriacus.